# Metarbital
Metarbital, metarbitona, metobarbitona ou endiemal (nome comercial: Gemonil) é um barbitúrico com propriedades anticonvulsivantes utilizado no tratamento da epilepsia. Suas propriedades são próximas do fenobarbital. Foi desenvolvido por Hermann Emil Fischer em 1905, enquanto trabalhava na farmacêutica alemã Merck.

## História
- 1952: Gemonil foi introduzido pelos Laboratórios Abbott
- 1990: Abbott retirou o fármaco do mercado

## Síntese
O metarbital pode ser sintetizado a partir do ácido 2,2-Dietilmalônico pelo método da O-metilisoureia.